# Getter Robot Arc
Getter Robot Arc (ゲッターロボアーク?, Gettā Robo Āku) è un manga scritto e disegnato da Ken Ishikawa, facente parte della serie di Getter Robot.
Iniziato a pubblicare sulla rivista Super Robot Magazine, questo manga avrebbe voluto nelle intenzioni dell'autore essere la conclusione della saga robotica iniziata con Getter Robot e proseguita con Getter Robot G, Getter Robot Go e Shin Getter Robot (quest'ultima serie, benché uscita dopo Getter Robot Go, è collocata temporalmente dopo Getter Robot G). La serie è rimasta però incompiuta e interrotta dopo tre volumi, a causa della prematura morte dell'autore. È edito in Italia da J-Pop. Il manga è stato anche adattato in anime dallo studio Bee-Media e da Studio A-Cat, nel 2021.

## Trama
La storia è ambientata successivamente rispetto agli altri capitoli della saga, e a pilotare il Getter ci sono Takuma Nagare (流拓馬?, Nagare Takuma) (figlio di Ryo, primo pilota del Getter), Sho Kamui (カムイ·ショウ?, Kamui Shō) (metà umano e metà rettile) e Baku Yamagishi (山岸獏?, Yamagishi Baku) (fratello minore del Messia Tayrr di Getter Robot Go), che devono combattere contro gli insetti alieni provenienti dal futuro già apparsi nel manga di Shin Getter Robot.

## Origine dei nomi
Il nome delle forme del robot titolare rappresentano (tramite katakana) la pronuncia di caratteri Siddhaṃ che indicano alcune divinità buddhiste:
- Arc da āḥ indica Vairocana[1]
- Kirik da hrīḥ indica Amitābhaḥ[1]
- Khan da hāṃ indica Acala[1]

Inoltre, un altro significato che può assumere il nome "Arc", con la pronuncia giapponese in katakana "Aku" (アーク), è quello di "demone, malvagio", parole rappresentate dal kanji 悪, che ha appunto la pronuncia "Aku". Ciò potrebbe riferirsi all'aspetto demoniaco e malvagio del Getter protagonista, che viene anche citato nei titoli del primo capitolo del manga e del primo episodio dell'anime.

## Anime
Il 1º novembre 2020 è stato annunciato l'adattamento anime, in uscita nell'estate del 2021, ed è uscito un teaser. Il 28 maggio 2021, tramite il terzo trailer, è stato annunciato che la serie sarebbe cominciata il 4 luglio 2021, e si è conclusa il 26 settembre del medesimo anno. Alla regia, Jun Kawagoe, che si è occupato anche dei precedenti adattamenti di Getter Robot per l'home video, mentre la sceneggiatura è di Tadashi Hayakawa.
Tornano anche i JAM Project per tutte le sigle della serie. La sigla d'apertura è "Bloodlines ~La stirpe del destino~" (Bloodlines ~運命の血統~, Bloodlines ~Unmei no Kettō ~) e la sigla finale "DRAGON 2021", remake di quella che fu la sigla per Shin Getter Robo Re:Model nel 2004. A partire dall'episodio 5, la sigla finale è stata sostituita da "STORM 2021", remake della sigla di Shin Getter Robot contro Neo Getter Robot nel 2000. Dall'episodio 9, la sigla finale è "HEATS 2021", remake della seconda sigla di Change!! Shin Getter Robot - L'ultimo giorno del mondo del 1998.Per l'episodio 13, l'ultimo della serie, la sigla finale è "Compagno d'armi" (戦友よ, Sen'yū yo), contenuta già nel singolo di "Bloodlines ~La stirpe del destino~".  
Per l'Italia, la serie è stata licenziata da Yamato Video e trasmessa in simulcast sul suo canale YouTube. Inoltre, gli episodi vengono aggiunti anche al catalogo di Amazon Prime Video una settimana dopo la loro uscita su YouTube. È stata distribuita doppiata in italiano sempre su Prime Video il 25 agosto 2022.
La serie, pur chiamandosi come l'ultima parte della Getter Saga di Ken Ishikawa, adatta anche porzioni delle altre serie precedenti, come mostrato per la prima volta in uno dei trailer, che presentava una scena proveniente dal manga di Shin Getter Robot, e nel primo episodio, che presenta una scena proveniente dal manga di Getter Robot Go, mentre l'intero quarto episodio adatta una porzione del manga di Shin Getter Robot tramite un flashback.

### Doppiaggio
| Personaggio          | Doppiatore originale | Doppiatore italiano  |
| -------------------- | -------------------- | -------------------- |
| Takuma Nagare        | Yūma Uchida          | Maurizio Merluzzo    |
| Kamui Sho            | Arimaro Mukaino      | Massimo Triggiani    |
| Baku Yamagishi       | Kazuhiro Sunseki     | Gianfranco Miranda   |
| Hayato Jin           | Naoya Uchida         | Massimo De Ambrosis  |
| Go Ichimonji         | Takahiro Sakurai     | Gianluca Izzo        |
| Igari                | Mitsuo Iwata         | Luca Ghignone        |
| Benkei Kuruma        | Kiyoyuki Yanada      | Luca Semeraro        |
| Ryoma Nagare         | Hideo Ishikawa       | Lorenzo Scattorin    |
| Imperatore Gol III   | Ryotaro Okiayu       | Massimiliano Plinio  |
| Professor Han        | Kenichi Ogata        | Elio Zamuto          |
| Musashi Tomoe        | Shinpachi Tsuji      | Giacomo Bartoccioli  |
| Vise                 | Ryousuke Takahashi   | Massimo Corizza      |
| Gozuro               | Chihiro Nishimori    | Massimo Bitossi      |
| Ganryu               | Akihiro Sakata       | Simone Colombari     |
| Professor Shikishima | Youhei Tadano        | Carlo Valli          |
| Professor Saotome    | Takayuki Sugo        | Luca Biagini         |
| McDonald             | Fumihiko Tachiki     | Gaetano Lizzio       |
| Ryo Nagase           | Sumi Shimamoto       | Valentina Mari       |
| Campania             | Takahiro Fuji        | Massimo Aresu        |
| Ron Schweitzer       | Daisuke Ono          | Guido Di Naccio      |
| Schwartzkopf         | Kunihiko Yasui       | Stefano Alessandroni |
| Regina Meldousa      | Romi Park            | Alessandra Berardi   |
| Madre di Kamui       | Fumino Hase          | Licia Amendola       |
| Toenko               | Hiroyuki Honda       | Luca Pernisco        |
| Generale Bat         | Norio Wakamoto       | Dario Oppido         |

### Episodi
| Nº | Titolo italiano Giapponese 「Kanji」 - Rōmaji                                 | In onda           | In onda        |
| Nº | Titolo italiano Giapponese 「Kanji」 - Rōmaji                                 | Giapponese        | Italiano       |
| 1  | Il demone celeste 「天の鬼」 - Ten no Oni                                     | 4 luglio 2021     | 25 agosto 2022 |
| 2  | I ragazzi predestinati 「運命の子ら」 - Sadame no Kora                        | 11 luglio 2021    | 25 agosto 2022 |
| 3  | L'attivazione dell'Arc 「アーク始動」 - Āku Shidō                             | 18 luglio 2021    | 25 agosto 2022 |
| 4  | Nella splendida notte 「美しい夜に」 - Utsukushii Yoru ni                     | 25 luglio 2021    | 25 agosto 2022 |
| 5  | Il figlio del Getter 「申し子」 - Mōshigo                                     | 1º agosto 2021    | 25 agosto 2022 |
| 6  | I discendenti dei draghi 「竜の末裔」 - Ryū no Matsuei                        | 8 agosto 2021     | 25 agosto 2022 |
| 7  | L'alleanza dei Getter 「ゲッター同盟軍」 - Gettā dōmei-gun                    | 15 agosto 2021    | 25 agosto 2022 |
| 8  | Sangue di drago, cuore di umano 「竜の血 人の心」 - Ryū no Chi Hito no Kokoro | 22 agosto 2021    | 25 agosto 2022 |
| 9  | Irruzione! 「突入!!」 - Totsunyū!!                                            | 29 agosto 2021    | 25 agosto 2022 |
| 10 | Una crociata aliena 「異星の聖戦」 - Isei no Seisen                           | 5 settembre 2021  | 25 agosto 2022 |
| 11 | Annoso desiderio 「宿願」 - Shukugan                                          | 12 settembre 2021 | 25 agosto 2022 |
| 12 | Tempo accumulato 「折り重なる刻」 - Orikasanaru Toki                          | 19 settembre 2021 | 25 agosto 2022 |
| 13 | Una battaglia senza fine 「果てしなき戦い」 - Hateshinaki Tatakai             | 26 settembre 2021 | 25 agosto 2022 |

### Sigle

#### Sigla d'apertura
- "Bloodlines ~La stirpe del destino~" (Bloodlines ~運命の血統~, Bloodlines ~Unmei no Kettō ~), by JAM Project

#### Sigle di chiusura
- DRAGON 2021, by JAM Project
- STORM 2021, by JAM Project
- HEATS 2021, by JAM Project
- "Compagno d'armi" (戦友よ, Sen'yū yo), by JAM Project